# Port de Qinhuangdao
Le port de Qinhuangdao est un port de commerce situé dans la province du Hebei, sur le littoral nord de la Chine.
C'est un port multifonctionnel spécialisé dans l'exportation du charbon et l'importation du pétrole et des conteneurs. Les énormes quantités de charbon transitant par le port en font un des plus importants du monde en tonnage.

## Avant et arrière-pays
Qinhuangdao se trouve sur la côte de la mer de Bohai, qui est un bras de la mer Jaune communiquant donc avec l'océan Pacifique. Comme tout port, celui de Qinhuangdao sert d'interface entre un arrière-pays (Hinterland en allemand) et un avant-pays (Foreland).

### Arrière-pays
Le port est d'une part connecté aux mines de charbon du nord de la Chine par voies ferrées (région autonome de Mongolie-Intérieure et province de Shanxi) et d'autre part aux principaux centres urbains (Beijing est à 278 km) par autoroutes.

### Avant-pays
La principale spécialité de Qinhuangdao est l'exportation du charbon vers les ports du sud de la Chine (surtout ceux de Shanghai, de Zhangjiagang et de Guangzhou) mais aussi ceux du Japon. Le port a par conséquent des relations privilégiées notamment avec le port de Newcastle (en Australie).
La seconde spécialité du port est l'échange de conteneurs avec le reste du monde.

## Infrastructures
Le trafic total est de 276 millions de tonnes en 2010, ce qui en fait le 8e port mondial en tonnage.
Parmi les différents chenaux d'accès, les deux principaux sont dragués à 13,5 mètres de profondeur, permettant l'arrivée de navires de 50 000 tonnes ; un projet de nouveau chenal à 16,5 m devrait permettre le mouillage de vraquiers de 100 000 tonnes (0.1 Million-ton Fairway).
Les installations portuaires sont gérés par la Qinhuangdao Port Company, Ltd. Le port de Qinhuangdao dispose de plusieurs terminaux charbonniers dans le district de Haigang, avec d'importants dépôts de stockage du charbon. Le total de la capacité de stockage est d'environ huit millions de tonnes.

Carte indiquant les rails de navigation en mer de Bohai.